# Ferenciek tere (stacja metra)
Ferenciek tere - stacja budapeszteńskiego metra znajdująca się w ciągu niebieskiej linii podziemnej kolejki. Posiada jeden, centralnie ulokowany peron. Stacja leżu pod placem, o tej samej nazwie, czyli placem Ferenciek. W niewielkiej odległości od stacji biegnie słynna Váci utca.

Ferenciek tere oznacza Plac franciszkanów.